# Удо фон Льовенщайн-Вертхайм-Фройденберг
Удо Амелунг Карл Фридрих Вилхелм Олег Паул фон Льовенщайн-Вертхайм-Фройденберг (на немски: Udo Amelung Karl Friedrich Wilhelm Oleg Paul Fürst zu Löwenstein-Wertheim-Freudenberg; * 8 септември 1896, Лангенцел, днес към Визенбах, Баден; † 26 декември 1980, Кройцвертхайм, Бавария или 28 декември 1980 в Бад Мергентхайм) от род Вителсбахи, е 6. княз на Льовенщайн-Вертхайм-Фройденберг, шеф на фамилията (1931 – 1980).

## Живот
Той е единствен син (най-малкото дете) на принц Алфред фон Льовенщайн-Вертхайм-Фройденберг (1855 – 1925) и съпругата му графиня Паулина фон Райхенбах-Лесониц (1858 – 1927), дъщеря на граф Вилхелм фон Райхенбах-Лесониц (1824 – 1866) и фрайин Хелена Амелия Гьолер фон Равенсбург (1838 – 1912). Майка му е внучка по баща на курфюрст Вилхелм II фон Хесен-Касел (1777 – 1847).
На 3 май 1922 г. в Кастел Удсо се жени за графиня Маргарета фон Кастел-Кастел (* 27 октомври 1899, Кастел; † 24 декември 1969, Вертхайм), дъщеря на 1. княз Фридрих Карл фон Кастел-Кастел (1864 – 1923) и графиня Гертруд фон Щолберг-Вернигероде (1872 – 1924).
Удо наследява през 1931 г. като 6. княз бездетния си чичо 5. княз Ернст фон Льовенщайн-Вертхайм-Фройденберг (1854 – 1931).
Удо умира на 84 години на 26/28 декември 1980 г. в Кройцвертхайм, Бавария/ или 28 декември 1980 в Бад Мергентхайм.
- Новият дворец Лангенцел, 
1895
- Дворец Кройцвертхайм

## Деца
Удо и Маргарета имат четири деца:
- Амели Гертруд Паулина Антония Маделайна Ванда Елизабет (* 4 март 1923, Франкфурт на Майн; † 26 март 2016, Еутин), омъжена на 7 август 1951 г. в Кройцвертхайм ам Майн за херцог Антон Гюнтер фон Олденбург (* 16 януари 1923; † 20 септември 2014)[5]
- Алфред Ернст Фридрих Карл Рихард Ото Константин Казимир Бернхард фон Льовенщайн-Вертхайм-Фройденберг (* 19 септември 1924, дворец Трифенщайн), 7. княз (1980) на Льовенщайн-Вертхайм-Фройденберг, женен на 9 септември 1950 г. в Кройцвертхайм за Рут Ерика фон Бугенхаген (* 25 юни 1922; † 15 октомври 2009), има двама сина и три дъщери
- Гертруд Олга Илка Емма Агнес Магдалена Мехтилд (* 24 януари 1926, дворец Лангенцел; † 4 февруари 2011), омъжена на 7 август 1951 г. в Кройцвертхайм за херцог Петер фон Олденбург (* 7 август 1926; † 18 ноември 2016), брат на херцог Антон Гюнтер фон Олденбург
- др. Паулина Елизабет Рената Луитгард (* 9 юни 1928, Хайделберг), омъжена на 29 декември 1956 г. в Тегернзе за др. Ханс Гюнтер Хорст (* 23 октомври 1913; † 7 март 1989) и се нарича Хорст